# Vagón de Drzymała

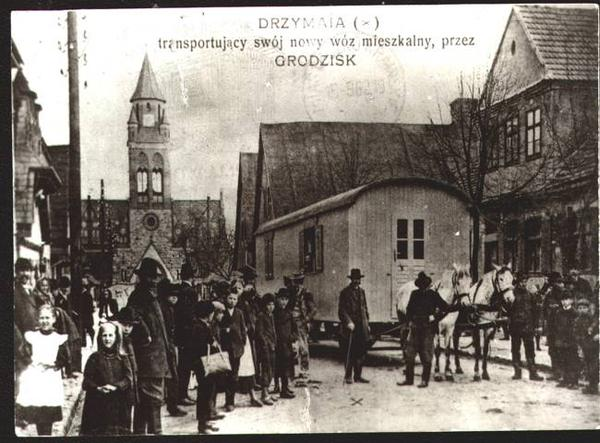
Vagón de Drzymała en Grodzisk Wielkopolski, Grätz. (1908).

El Vagón de Drzymała (en polaco: wóz Drzymały) fue una casa sobre ruedas, construida por Michał Drzymała en protesta contra la política de Germanización de la Alemania Imperial en los territorios polacos. Su propietario, el campesino Michał Drzymała (1857-1937), no sólo fue capaz de burlar las normas de construcción alemanas moviendo su casa todos los días, sino que además con su casa-vagón se convirtió en un héroe popular durante las Particiones de Polonia.
En 1886, por resolución del Parlamento de Prusia, se estable la Comisión de Asentamiento Poblacional con el propósito de fomentar el asentamiento de la población alemana en la Provincia de Posen y en Prusia Occidental. La Comisión tenía la facultad de adquirir la propiedad desocupada de la szlachta (nobleza en el Reino de Polonia y el Gran Ducado de Lituania) y venderlo a los peticionarios alemanes aprobados.  El gobierno de Prusia consideró esta acción como una medida diseñada a contrarrestar el "Vuelo del Este" alemán (Ostflucht) y reducir el número de Polacos, que emigraban por cientos de miles en busca de trabajo. Desde la perspectiva polaca, el establecimiento de la Comisión era una medida agresiva, diseñada para despojar a los polacos de sus tierras.
Mientras la campaña contra la propiedad de tierras polacas se desviaba en gran parte de sus objetivos originales, se producía una fuerte oposición con su héroe propio: Drzymała. En 1904 compra una parcela en Podgradowice (hoy Drzymałowo) en el distrito Posen de Bomst, pero encuentra que recién se ha implementado la Feuerstättengesetz Prusiana ("ley horno") que permitía a los funcionarios locales el negar a los polacos el permiso de construir en su tierra una vivienda fija con un horno. La ley consideraba como vivienda fija a cualquier casa que se quedara en el mismo sitio por más de 24 horas. Para ir de acuerdo a la ley, se instaló sobre el vagón de una vieja caravana de circo y por varios años desafió tenazmente ante los tribunales todos los intentos de expulsarle. Todos los días Drzymała movía el vagón a una escasa distancia del día anterior, aprovechando así el vacío legal y evitando cualquier tipo de pena legal, hasta que en 1909 fue capaz de comprar una granja cercana.
El caso cobró atracción por todas partes en Alemania. Era el típico conflicto de nacionalidades en Prusia, donde el movimiento polaco estuvo encabezado por campesinos, mientras las autoridades estatales se limitaron a métodos legales de hostigamiento.  El Kulturkampf  alemán, las medidas y la Comisión en última instancia estimuló el sentimiento de nacionalidad polaca, que en un principio pretendía suprimir. 